# Серіктес
Серікте́с (каз. Серіктес) — село у складі Аксуатського району Абайської області Казахстану. Входить до складу Кокжиринського сільського округу.
Населення — 104 особи (2021; 205 у 2009, 286 у 1999, 331 у 1989).
Національний склад станом на 1989 рік:
- казахи — 100 %

У радянські часи село називалось також Серектас.